# Hrabstwo Morgan (Indiana)

Piramida wieku hrabstwa

Hrabstwo Morgan (ang. Morgan County) – hrabstwo w stanie Indiana w Stanach Zjednoczonych.

## Geografia
Według spisu z 2010 roku obszar całkowity hrabstwa obejmuje powierzchnię 409,43 mili2 (1309,08 km²), z czego 403,97 mili2 (1046,28 km²) stanowią lądy, a 5,46 mili2 (14,14 km²) stanowią wody. Według szacunków United States Census Bureau w roku 2012 miało 69 356 mieszkańców. Jego siedzibą administracyjną jest Martinsville.

### Miasta
- Bethany
- Brooklyn
- Martinsville
- Monrovia
- Mooresville
- Morgantown
- Paragon
- Painted Hills (CDP)